# Alberta (género)
Alberta é um género botânico pertencente à família Rubiaceae.

## Sinonímia
- Ernestimeyera

## Principais espécies
- Alberta humblotii
- Alberta isosepala
- Alberta laurifolia
- Alberta magna